# Gerhard Kalmring

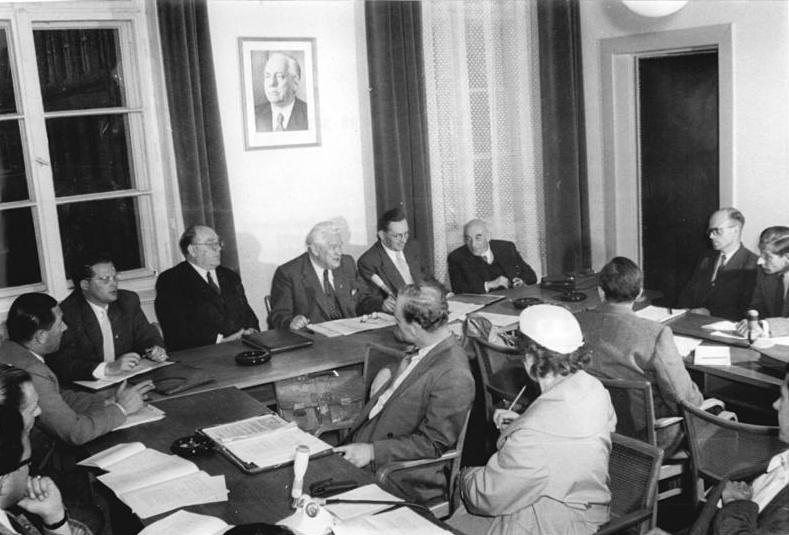
Volkskammer-Pressekonferenz (13. September 1956): Kalmring, Jonny Löhr, Max Seydewitz, Vorsitzender des Haushalts- und Finanzausschusses, Siegfried Dallmann und Victor Klemperer (von links nach rechts).

Gerhard Kalmring (* 18. Januar 1919 in Erfurt) ist ein ehemaliger deutscher Politiker der DDR-Blockpartei LDPD. Er war Abgeordneter der Volkskammer, Erster Vorsitzender des Bezirksverbandes Erfurt der LDPD und Stellvertretender Vorsitzender des Rates des Bezirkes Erfurt.

## Leben
Kalmring, Sohn eines Angestellten, besuchte die Volksschule und das Realgymnasium. Er erlernte den Beruf des Schriftsetzers. Nach seiner Lehre arbeitete er als Betriebsleitungsassistent in einer Druckerei.
1945 trat er der Liberal-Demokratischen Partei Deutschlands (LDP, später LDPD) bei. Von 1945 bis 1953 arbeitete er in der Stadtverwaltung Erfurt als stellvertretender Abteilungsleiter, Abteilungsleiter und ab 1950 als Bürgermeister. Kalmring absolvierte ein Fernstudium an der Deutschen Akademie für Staats- und Rechtswissenschaft und legte das juristische Staatsexamen ab. Von 1953 bis 1967 fungierte er als Stellvertretender Vorsitzender des Rates des Bezirkes Erfurt. Anschließend war er Leiter des Rationalisierungsbüros der Bezirksdirektion Berlin der Großhandelsgesellschaft (GHG) „Waren des täglichen Bedarfs“.
Er war von 1953 bis 1959 Erster Vorsitzender des Bezirksverbandes Erfurt der LDPD und von 1953 bis 1955 Beisitzer und Mitglied des Politischen Ausschusses des Zentralvorstandes der LDPD. Kalmring war ab 1955 Mitglied des Bezirksvorstandes Erfurt der Gesellschaft für Deutsch-Sowjetische Freundschaft (DSF), später deren stellvertretender Vorsitzender.
Von 1950 bis 1953 war er Stadtverordneter in Erfurt, von 1954 bis 1963 Abgeordneter des Bezirkstages Erfurt und von April 1954 bis 1958 Abgeordneter der Volkskammer der DDR (Nachrücker für den Abgeordneten Alois Hoffmann). Ab 1970 war er Mitglied der Stadtbezirksversammlung Berlin-Lichtenberg.
Am 31. März 1966 nahm Kalmring zusammen mit den Erfurter LDPD-Funktionären Reinhold Heinicke und Joachim Radecker in der Englischen Kirche in Bad Homburg vor der Höhe an einer gesamtdeutschen Podiumsdiskussion mit dem stellvertretenden FDP-Vorsitzenden Wolfgang Mischnick sowie dessen Parteifreunden Klaus Horn und Gottfried Voitel teil.

## Auszeichnungen in der DDR
- Ehrennadel der Nationalen Front
- Ehrennadel der Gesellschaft für Deutsch-Sowjetische Freundschaft
- Verdienstmedaille der DDR
- Vaterländischer Verdienstorden in Bronze (1960)